# Oeceoclades peyrotii
Oeceoclades peyrotii là một loài thực vật có hoa trong họ Lan. Loài này được Bosser & Morat mô tả khoa học đầu tiên năm 2001.